# Caída del Muro de Berlín
La caída del Muro de Berlín (en alemán: Mauerfall) fue una revuelta popular producida en la capital de Alemania Oriental, Berlín Oriental, el 9 de noviembre de 1989, como consecuencia de la cual quedaron derribadas las fortificaciones defensivas que la separaban de Berlín Occidental —perteneciente a Alemania Occidental—, junto a la frontera abierta de facto (históricamente la separación entre los antiguos sectores de ocupación estadounidense, británico y francés y el sector de ocupación soviético).
Se considera uno de los acontecimientos trascendentes en la historia mundial, que marcó el fin del Telón de acero. La caída de la frontera de Alemania Oriental con Alemania Occidental tuvo lugar pocas horas después. Este hecho puso punto final a la Guerra Fría, lo que fue proclamado en la Cumbre de Malta tres semanas más tarde, y dio lugar a la reunificación de ambas Alemanias menos de 11 meses después.

## Antecedentes

### Apertura del telón de acero

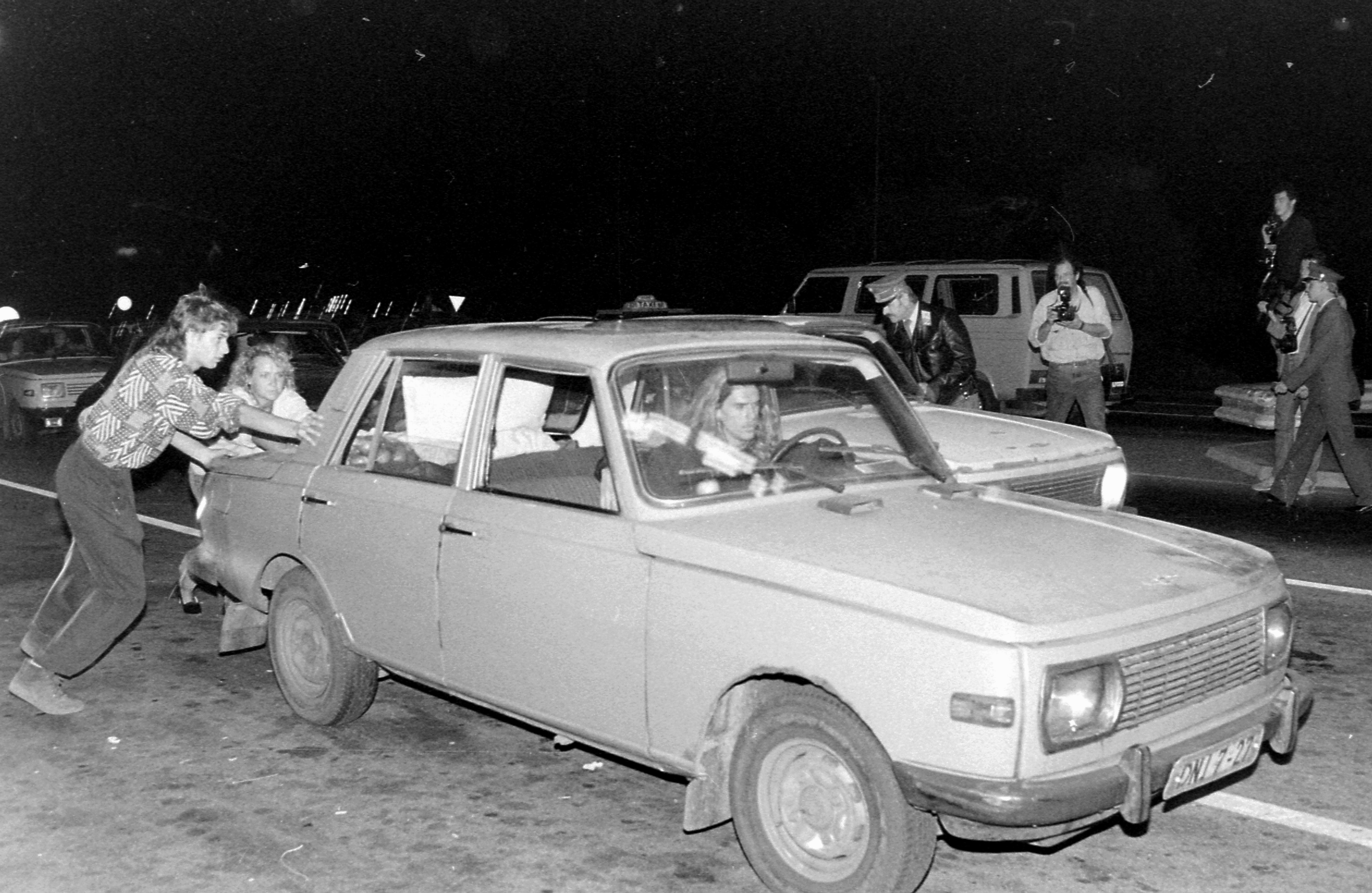
El paso fronterizo Wartburg entre la República Popular de Hungría y la República Democrática Alemana. El gobierno húngaro que se encontraba desmantelando el sistema comunista, abrió el paso fronterizo el 10 de septiembre de 1989 para permitir ingresar a refugiados de la RDA, y estos últimos aprovecharon la apertura de Hungría con Austria para escapar hacía Alemania Occidental.

En abril de 1989 se produjo el desmantelamiento de una valla eléctrica, que se extendía a lo largo de la frontera entre Hungría y Austria.
La apertura del telón de acero entre Austria y Hungría en el Pícnic Paneuropeo el 19 de agosto de 1989 puso en marcha una reacción en cadena pacífica, al final de la cual ya no había una Alemania Oriental y el Bloque del Este se había desintegrado. Entre los veraneantes de Alemania Oriental en Hungría se realizó una extensa publicidad para el pícnic planeado. Fue el mayor movimiento de escape de Alemania Oriental desde que se construyó el Muro de Berlín en 1961. Después del pícnic, que se basó en una idea de Otto von Habsburg para probar la reacción de la URSS y Mijaíl Gorbachov ante la apertura de la frontera, decenas de miles de alemanes orientales informados por los medios se dirigieron a Hungría. Erich Honecker expresó en el Daily Mirror con respecto al pícnic de Paneuropa: “Habsburg distribuyó folletos en Polonia, en los cuales los turistas de Alemania Oriental fueron invitados a un pícnic. Cuando vinieron al pícnic, les dieron regalos, comida y Marcos Alemanes, y luego fueron persuadidos para que fueran a Occidente”. El Gobierno de Alemania Oriental no se atrevió a cerrar completamente las fronteras de su propio país, mientras que la Unión Soviética no respondió en absoluto, adoptando un papel de país ajeno a la situación. Así se rompió el soporte del Bloque del Este.
En septiembre de ese año, una gran cantidad de refugiados de alemanes orientales accedieron a Hungría a través de Checoslovaquia y con la anuencia de la Embajada de Alemania Occidental en Praga. La inmigración fue, en un comienzo, tolerada, debido a los extensos acuerdos con el Gobierno checoslovaco, y se permitió el libre acceso a través de su frontera común. Sin embargo, este movimiento migratorio fue tan masivo que ocasionó dificultades a ambos países.

### Cambios políticos en Alemania Oriental
Por esta época Alemania Oriental intentaba saldar sus deudas y préstamos contraídos con agentes externos. Egon Krenz envió a Alexander Schalck-Golodkowski a solicitar, sin éxito, a Alemania Occidental un préstamo de corto plazo para poder pagar los intereses de otras deudas.: 344 
El 18 de octubre de 1989, Erich Honecker, secretario general del Partido Socialista Unificado de Alemania (SED, por sus siglas en alemán), renunció. Honecker se encontraba seriamente enfermo y aquellos que buscaban reemplazarlo en sus funciones, esperaban, en un principio, una solución "biológica". Sin embargo, para octubre, estaban convencidos de que la situación política y económica, era muy grave. Honecker aprovechó la ocasión, y mencionó a Krenz en su discurso de renuncia ante la Cámara Popular (Volkskammer, el parlamento de Alemania Oriental) la que lo eligió para suceder a Honecker. 
Aunque Krenz prometió reformas en su primer discurso público, era considerado por el pueblo de Alemania Oriental un seguidor de las políticas de su predecesor, y las protestas públicas demandando su renuncia continuaron. A pesar de la promesa de establecer reformas, la oposición pública contra el Gobierno fue en aumento. El 1 de noviembre, Krenz autorizó la reapertura de la frontera con Checoslovaquia, la cual había sido sellada para prevenir la huida masiva de alemanes orientales hacia Alemania Occidental. El 4 de noviembre, tuvo lugar, la Manifestación de Alexanderplatz. El 6 de noviembre, el ministro del Interior publicó un borrador de nuevas regulaciones de viaje, lo que ocasionó, "cambios cosméticos" a la política de la Era Honecker, quedando opacado el proceso de aprobación y mantuvo un "incierto" acceso a la moneda extranjera. El borrador enfureció a los ciudadanos y fue denunciado como una "completa basura" por parte del alcalde de Berlín Occidental, Walter Momper.
Cientos de refugiados se apiñaron masivamente en la Embajada en Praga y causaron una ola de odio en los checoslovacos, quienes amenazaron con sellar la frontera entre Alemania Oriental y Checoslovaquia. El 7 de noviembre, Krenz aprobó la renuncia del presidente del Gobierno, Willi Stoph, y dos tercios del Politburó. Sin embargo Krenz, fue unánimemente reelecto como secretario general por el comité central.

### Nuevas reglamentaciones migratorias en Alemania Oriental
El 19 de octubre Krenz consultó a Gerhard Lauter  para elaborar una nueva reglamentación migratoria. En una reunión del Politburó llevada a cabo el 7 de noviembre, se decidió promulgar inmediatamente una parte de las nuevas regulaciones de viaje dirigidas a la migración permanente. Inicialmente, el Politburo, planeaba crear una zona limítrofe especial que cruzase una zona cercana a  Schirnding diseñada específicamente para inmigración. Los burócratas del Interior y la Stasi se encargarían de elaborar un texto que especificara la creación de esta frontera. Sin embargo, concluyeron que dicho proyecto no era factible, y en vez de ello, elaboraron un texto relacionado con la emigración, el viaje y las estancias temporales. Ello habilitaba a que los ciudadanos de la Alemania Oriental, pudiesen solicitar permisos para viajar al exterior, sin tener que cumplir con los requisitos anteriormente necesarios para realizar dichos viajes.
Para simplificar, el Politburo, liderado por Krenz, decidió, el día 9 de noviembre, permitir a los refugiados, salir del país a través de los puntos de cruce entre Alemania Oriental y Occidental, incluyendo Berlín del Este y el Oeste. Más tarde, ese mismo día, la administración del ministerio, modificó el texto incluyendo los viajes de ida y vuelta de ciudadanos. Las regulaciones se aplicaban a partir del día siguiente, el 10 de noviembre.

### VVS b2-937/89
| Texto de la Reglamentación | Texto de la Reglamentación |
| Original alemán | Traducción al español |
| --- | --- |
| Zur Veränderung der Situación der ständigen Ausreise von DDR-Bürgern nach der BRD über dado CSSR wird festgelegt: 2)Ab sofort treten folgende zeitweilige Übergangsregelungen für Reisen und ständige Ausreisen aus der DDR en das Ausland en Kraft: Un. Privatreisen nach dem Ausland können ohne Vorliegen von Voraussetzungen (Reiseanlässe und Verwandtschaftsverhältnisse) beantragt werden. Dado Genehmigungen werden kurzfristig erteilt. Versagungsgründe werden nur En besonderen Ausnahmefällen angewandt. b. Dado zuständigen Abteilungen Paß- und Meldewesen der VPKÄ en der DDR sind angewiesen, Visado zur ständigen Ausreise unverzüglich zu erteilen, ohne daß dafür noch geltende Voraussetzungen für eine ständige Ausreise vorliegen müssen. Dado Antragstellung auf ständige Ausreise ist wie bisher auch bei den Abteilungen Innere Angelegenheiten möglich. c. Ständige Ausreisen können über alle Grenzübergangsstellen der DDR zur BRD bzw. zu Berlina (del Oeste) erfolgen. d. Damit entfällt Dado vorübergehend ermöglichte Erteilung von entsprechenden Genehmigungen en Auslandsvertretungen der DDR bzw. Dado ständige Ausreise mit dem Personalausweis der DDR über Drittstaaten. 3) Über dado zeitweiligen Übergangsregelungen ist dado beigefügte Pressemitteilung soy 10. Noviembre 1989 zu veröffentlichen. | Para cambiar la situación respecto a la salida permanente de los ciudadanos de la RDA, vía CSSR, se ha sido determinado que: 1. El decreto del 30 de noviembre de 1988 acerca del viaje al extranjero de los ciudadanos de Alemania Oriental ya no será aplicado, hasta que se ponga en vigencia la nueva ley de Viaje. 2. Empezando inmediatamente, las siguientes reglamentaciones de transición provisionales para viajar al extranjero y salidas permanentes de la RDA están en efecto a) Los individuos para viajar al extranjero ahora no necesitan satisfacer los requisitos que existían anteriormente(de demostrar una necesidad de viajar o probar relaciones familiares). Las autorizaciones de viaje serán emitidas sin demoras. Solo en casos excepcionales podrán ser denegadas. b) Los departamentos responsables de control de pasaportes y registración en las oficinas de distrito Policial de las Personas en la RDA han sido instruidas de emitir visados para salida permanente sin retrasos y sin ser preciso demostrar se cumplen los requisitos previamente existentes para salida permanente. Todavía es posible solicitar salida permanente en los departamentos de asuntos internos [del distrito local o ayuntamientos]. c) Las salidas permanentes son posibles vía todos los cruces de frontera de la RDA a RFA y Berlín. d) La práctica provisional de emitir (viaje) autorizaciones de salida permanente a través de los consulados de la RDA con una tarjeta de identidad personal de la RDA vía terceros países cesa. 3. El comunicado de prensa adjunta explica que el reglamento de control de transición provisional será emitido el 10 de noviembre. |

| Comunicado de prensa | Comunicado de prensa |
| Original alemán | Traducción al español |
| --- | --- |
| Verantwortlich: Regierungssprecher beim Ministerrat der DDR Berlín (ADN) Wie Dado Presseabteilung des Ministeriums des Innern mitteilt, sombrero der Ministerrat der DDR beschlossen, daß bis zum Inkrafttreten einer entsprechenden gesetzlichen Regelung durch dado Volkskammer folgende zeitweilige Übergangsregelung für Reisen und ständige Ausreisen aus der DDR ins Ausland en Kraft gesetzt wird: 1. Privatreisen nach dem Ausland können ohne Vorliegen von Voraussetzungen (Reiseanlässe und Verwandtschaftsverhältnisse) beantragt werden. Dado Genehmigungen werden kurzfristig erteilt. Versagungsgründe werden nur En besonderen Ausnahmefällen angewandt. 2. Dado zuständigen Abteilungen Paß- und Meldewesen der VPKÄ en der DDR sind angewiesen, Visado zur ständigen Ausreise unverzüglich zu erteilen, ohne daß dafür noch geltende Voraussetzungen für eine ständige Ausreise vorliegen müssen. Dado Antragstellung auf ständige Ausreise ist wie bisher auch bei den Abteilungen Innere Angelegenheiten möglich. 3. Ständige Ausreisen können über alle Grenzübergangsstellen der DDR zur BRD bzw. zu Berlina (del Oeste) erfolgen. 4. Damit entfällt Dado vorübergehend ermöglichte Erteilung von entsprechenden Genehmigungen en Auslandsvertretungen der DDR bzw. Dado ständige Ausreise mit dem Personalausweis der DDR über Drittstaaten. | Responsable: portavoz de Gobierno de la RDA; Consejo de Ministros Berlín (ADN) La Oficina de Prensa del Ministerio del Interior comunica que, el consejo de Ministros de la RDA ha decidido que el siguiente reglamento de transición provisional para viajar al extranjero y salida permanente de la RDA se aplique hasta tanto una ley correspondiente sea promulgada por el Volkskammer: 1) Los individuos para viajar al extranjero ahora no necesitan satisfacer los requisitos requeridos previamente (de demostrar una necesidad de viajar o probar relaciones familiares). Las autorizaciones de viaje serán emitidas sin demoras. Solo en casos excepcionales podrán ser denegadas. 2) Los departamentos responsables de pasaporte y control de inscripción en las oficinas de distrito Policial de las Personas en la RDA están instruidos para emitir visados para salida permanente sin retrasos y sin presentación de los requisitos exigidos previamente para salida permanente. Es todavía posible solicitar permisos de salida en los departamentos para asuntos internos [del distrito local o ayuntamientos]. 3) las salidas permanentes son posibles vía todos los cruces de frontera de la RDA a la RFA 4) Esta decisión revoca la práctica provisional de emitir autorizaciones (de viaje) a través de los consulados de la RDA y salida permanente con único un Carnet personal de identidad de la RDA vía cese de terceros países |

## Eventos

### Anuncio público en rueda de prensa

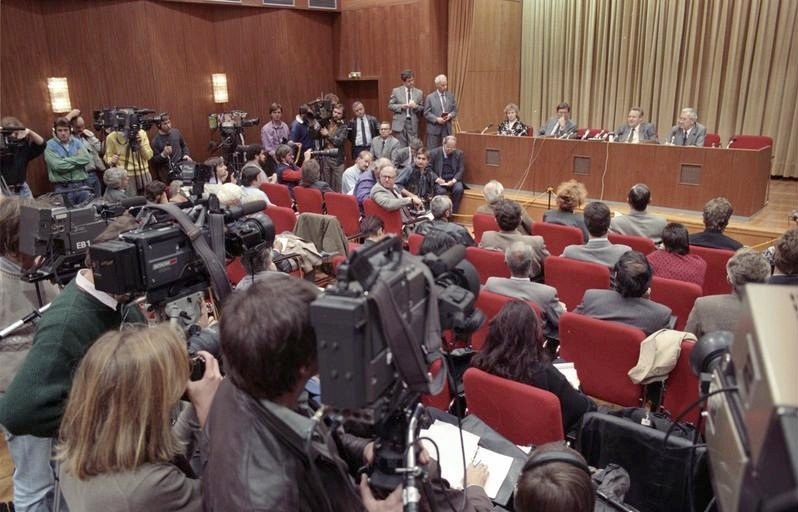
La rueda de prensa histórica de la tarde del 9 de noviembre de 1989, que precipitó los acontecimientos. Günter Schabowski (sentado en el podio, segundo a la derecha, ante los micrófonos) y otros funcionarios alemanes orientales, que lideraron la caída del Muro. Riccardo Ehrman está sentando en el piso del podio con la mesa justo detrás de él.

El anuncio de las regulaciones que tuvieron como efecto el derribo del muro tuvo lugar en una conferencia de prensa de una hora, realizada por Günter Schabowski, el jefe del partido en Berlín oriental y portavoz del Politburó del SED, empezando a las 18:00 CET el 9 de noviembre y siendo emitida en vivo por la televisión (Deutcher Fernsehfunk) y la radio de la RDA.
Schabowski no había estado involucrado en las discusiones acerca de las nuevas regulaciones, y no estaba actualizado sobre su contenido. Poco después de la conferencia de prensa, se le entregó una nota de Krenz, anunciando los cambios, pero no fue provisto con instrucciones sobre cómo manejar dicha información. El texto estipulaba que los ciudadanos de Alemania Oriental podían solicitar permisos sin cumplir con los requisitos requeridos previamente, para aquellos a los que se les permitía la inmigración permanente a través del cruce de todas las fronteras, incluyendo aquellas en Berlín Este y el Oeste
A las 18:53, cerca del fin de la rueda de prensa, Riccardo Ehrman, corresponsal de la agencia de noticias italiana ANSA, preguntó si el proyecto de la ley de viaje del 6 de noviembre era un error. Schabowski dio una respuesta confusa que afirmaba que era necesaria porque Alemania Occidental había agotado su capacidad de recibir inmigrantes de Alemania Oriental; luego recordó la nota que se le había entregado y añadió que una nueva ley había sido redactada para permitir la inmigración permanente en todos los puntos de la frontera. Esto causó un revuelo en el lugar, y en medio de varias preguntas dirigidas a Schabowski, este expresó sorpresa acerca del desconocimiento de la noticia por parte de los reporteros, y luego comenzó a leer la nota enviada por Krenz. Luego de esto, los periodistas Ehrman y Peter Brinkmann, reportero del Bild-Zeitung, ambos sentados en primera fila en la conferencia de prensa, preguntaron cuándo tomarían efecto las regulaciones. Tras un par de segundos de duda, Schabowki respondió: "Hasta donde sé, debe efectuarse inmediatamente, sin demora" (en alemán: Das tritt nach meiner Kenntnis... ist das sofort... unverzüglich). Esto era un hecho aparentemente asumido basado en el párrafo introductorio de la nota, mientras Gerhard Beil intentaba interceptar que, en realidad, ese hecho se daría cuando el Consejo de Ministros, decidiese cuando iba a efectivizarse. Schabowski, procedió a leer esta cláusula, en la que declaraba que estaría en efecto hasta que la redacción de una ley en la materia fuese aprobada por la Volkskammer. Crucialmente, un periodista luego preguntó si las regulaciones también aplicaban a los cruces fronterizos de Berlín Oeste; Schabowski se encogió de hombros y leyó el punto 3 de la nota, que confirmaba que sí.
Después de este intercambio, Daniel Johnson, del The Daily Telegraph, preguntó si dicha ley estaba pensada para el muro de Berlín. Schabowski se sentó con una expresión de duda e incertidumbre antes de hacer una declaración incoherente sobre el hecho de que el Muro estaba vinculado a la cuestión del desarme en general. Schabowski terminó la conferencia de prensa prontamente a las 19:00, mientras los periodistas salían apurados de la sala.

### Entrevista de NBC
Después de la rueda de prensa, Schabowski se sentó para una entrevista con el corresponsal de NBC, Tom Brokaw, en la que repitió que los alemanes orientales serían capaces de emigrar a través de la frontera y las regulaciones eran de aplicación inmediata.

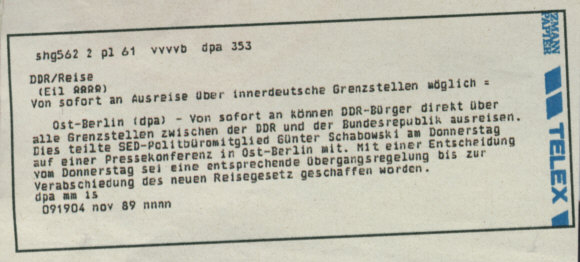
Boletín de DPA.

Las noticias se difundieron inmediatamente: La Deutsche Presse-Agentur (DPA)(Agencia de prensa de Alemania Occidental) emitió un boletín a las 19:04 en el cual informaba que los ciudadanos de Alemania Oriental serían capaces de atravesar la frontera interalemana "inmediatamente".

### Difusión de las novedades
Cuando al final de la conferencia de prensa de Schabowski, a las 19:17, saltó la noticia, la segunda cadena pública (ZDF) de Alemania Occidental interrumpió inmediatamente su programación habitual para iniciar un especial informativo. A partir de las 20:00, con el inicio en la primera cadena germanooccidental, ARD, de su informativo nocturno habitual Tagesschau, se centralizaron las noticias en ARD. Como ARD y ZDF había transmitido casi todo de Alemania del Este desde finales de los años 1950, eran mucho más vistos que los canales de Alemania del Este, y este hecho ya era aceptado por las autoridades de dicho país. Más tarde, esa noche, en el noticiero de la ARD, Tagesthemen, el presentador Hanns Joachim Friedrichs, proclamó "Este día 9 de noviembre es un día histórico. La RDA ha anunciado que, comenzando inmediatamente, sus fronteras están abiertas para todos. Las puertas en el muro están abiertas".
En 2009, Ehrman dijo que lo había llamado un miembro del Comité Central y le urgió preguntarle acerca de la ley de viajes durante la conferencia de prensa, pero Schabowski lo llamó "absurdo". Ehrman luego repitió dicha declaración en una entrevista realizada en el año 2014, admitiendo que el miembro de la historia era Günter Pötschke, líder de la agencia de noticias de Alemania del Este.

### Multitudes concurren a la frontera
Después de oír la emisión, los alemanes orientales comenzaron a apiñarse en el muro, en los seis puntos de cruce entre Berlín del Este y del Oeste, demandando a los guardias fronterizos el cumplimiento inmediato de lo anunciado en rueda de prensa y la apertura inmediata de fronteras. Los sorprendidos y abrumados guardias consultaron a sus superiores sobre el problema. Al principio, se les ordenó encontrar a las personas "más agresivas" reunidas en las puertas y sellar sus pasaportes con un sello especial que les impedía regresar a Alemania Oriental, revocando su ciudadanía. Sin embargo, esto dejó a miles de personas exigiendo que se les dejara pasar "como dijo Schabowski que podemos". Este hecho pronto dejó claro que ninguna de las autoridades de Alemania Oriental, tomaría responsabilidad personal por ordenar el uso de fuerza letal, así que los soldados vastamente sobrepasados en número, no tenían forma alguna de retener a esa multitud de alemanes orientales. Mary Elise Sarotte, en una historia relatada al Washington Post en 2009, calificó de accidente la serie de acontecimientos que condujeron a la caída del Muro, diciendo que "uno de los acontecimientos más trascendentales del siglo pasado fue, de hecho, un accidente, un error semicómico y burocrático que se debe tanto a los medios de comunicación occidentales como a las mareas de la historia".[cita requerida]

### Apertura de pasos
Finalmente, a las 22:45 (alternativamente transmitido como las 23:30), el 9 de noviembre de 1989, Harald Jager, comandante del cruce de la frontera de Bornholmer Straße, cedió permitiendo a los guardias abrir los puntos de cruce, y permitiendo el acceso a la gente con poca y nula identificación. Mientras los Ossis se apiñaban, eran recibidos por los wessis, que los esperaban con flores y champán en medio de una alegría desbordante. Poco después, una multitud de berlineses saltó sobre el Muro y pronto se unieron a ellos jóvenes de Alemania Oriental. La noche del 9 de noviembre es conocida como la noche en la que cayó el muro.

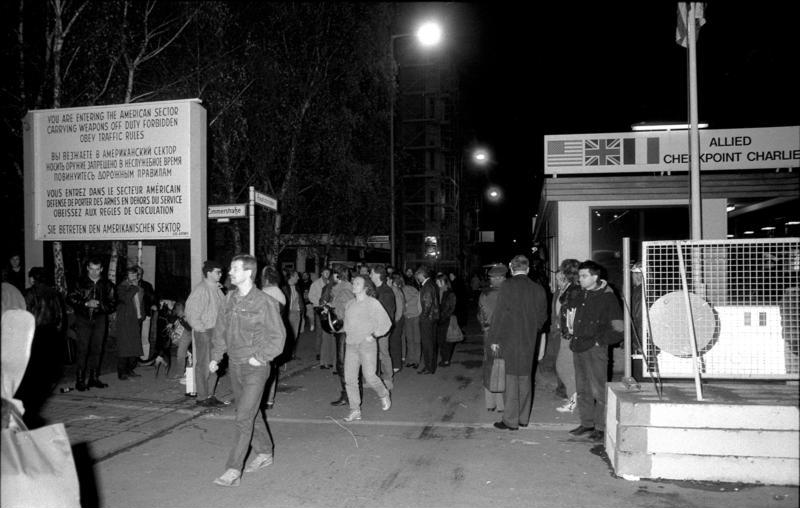
Berlineses caminan libremente a través del Punto de control Charlie sin ningún tipo de control fronterizo el 10 de noviembre de 1989
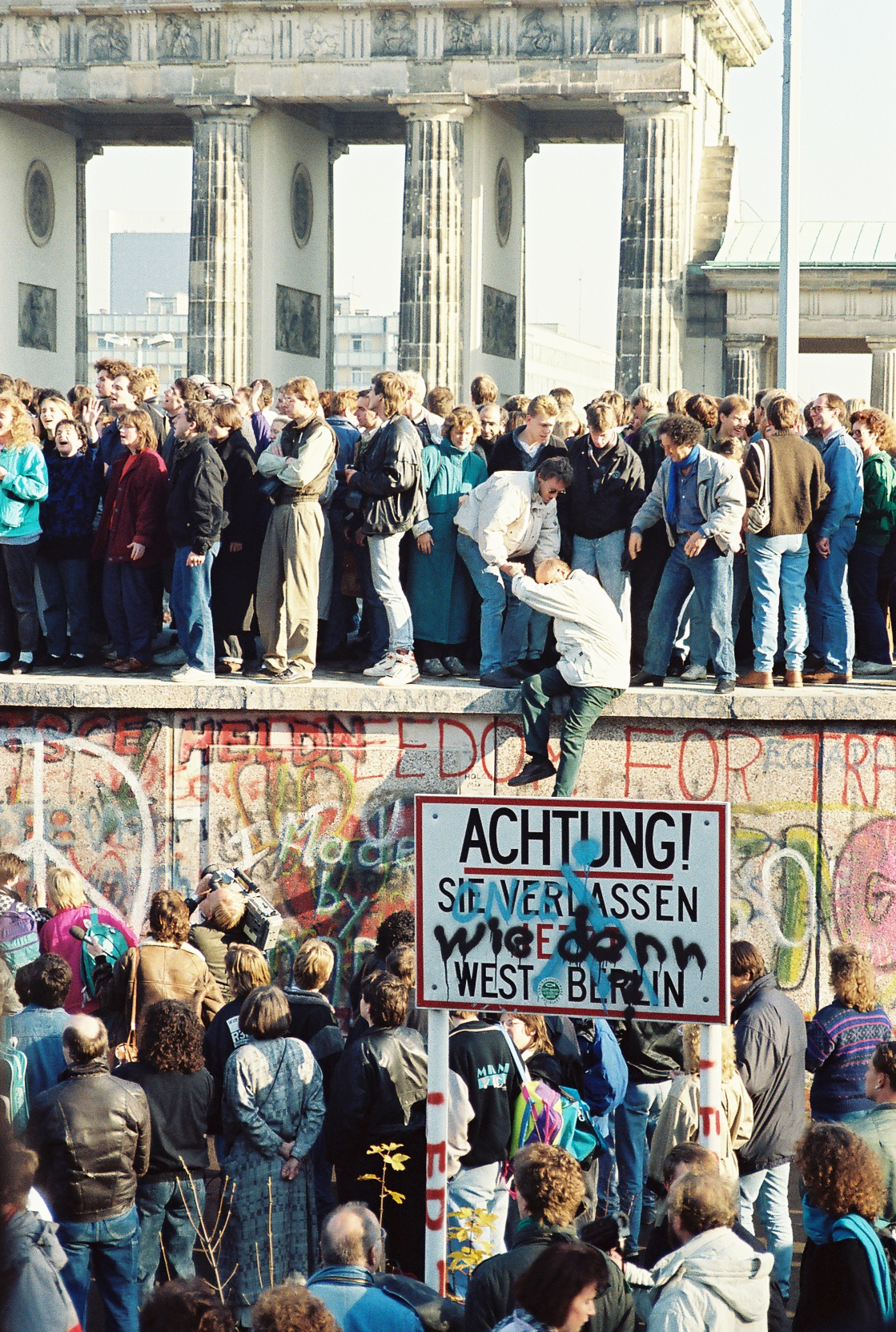
La Puerta de Brandeburgo, el 10 de noviembre de 1989
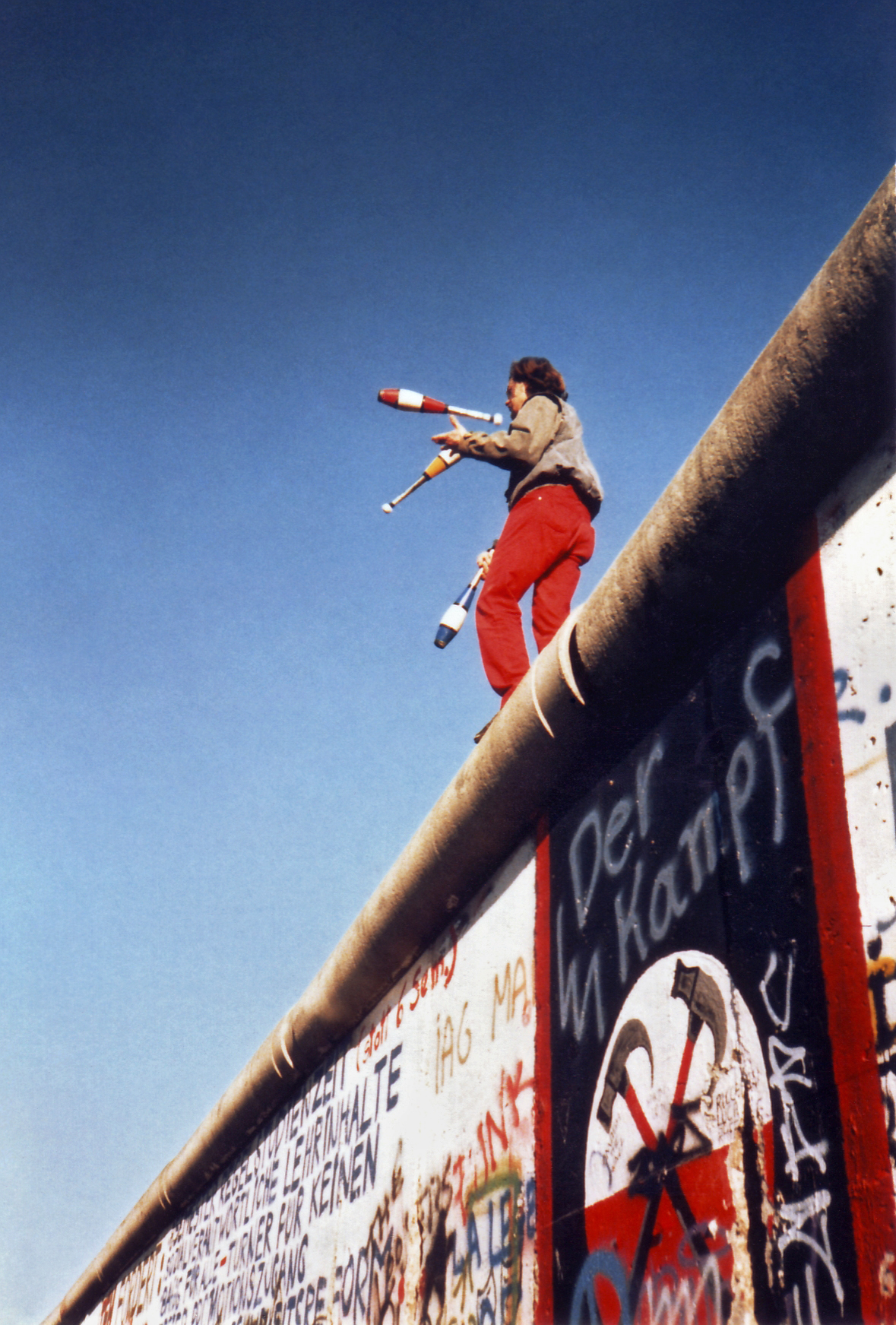
Malabarismo en el Muro el 16 de noviembre de 1989
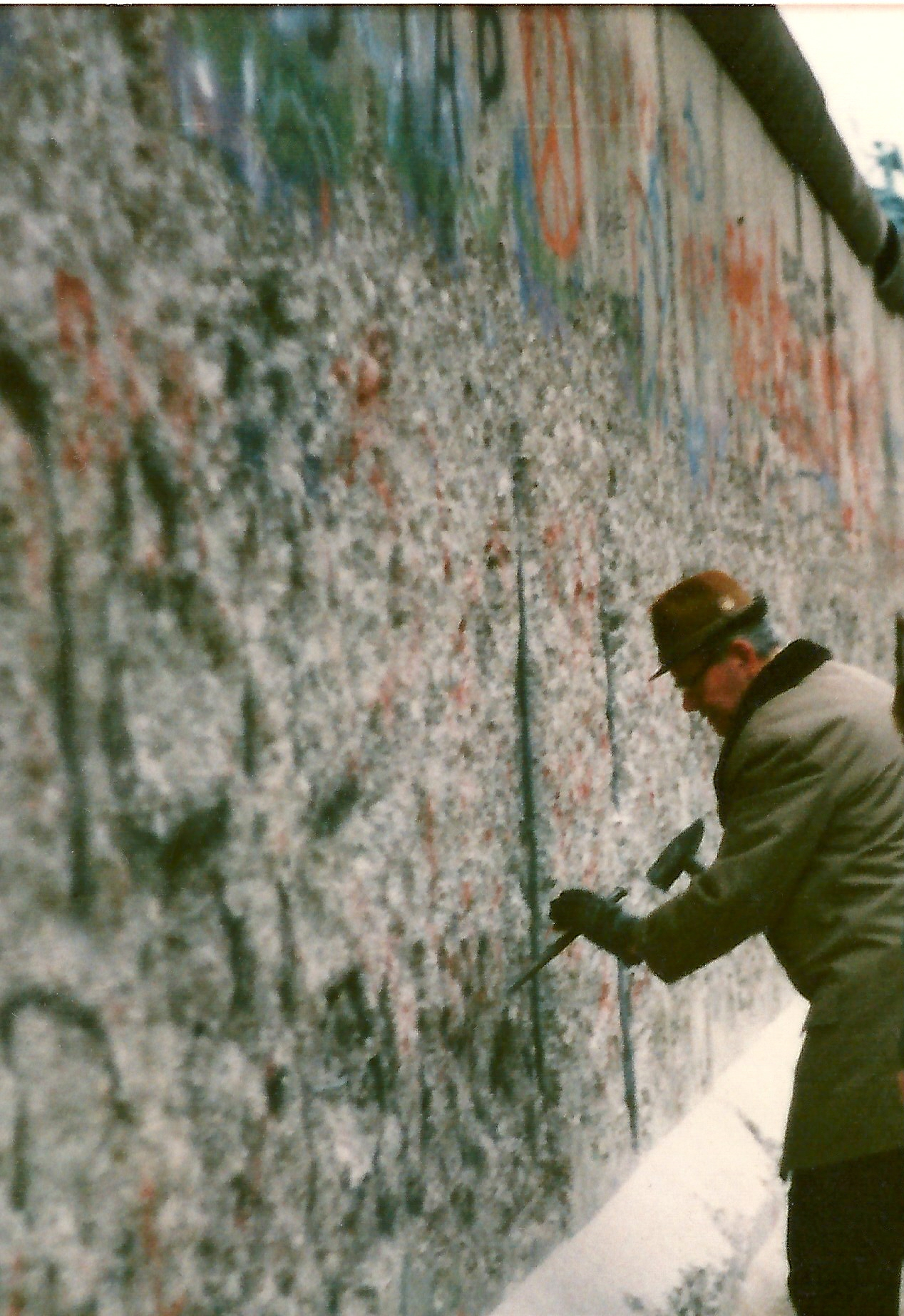
"Mauerspecht" (noviembre de 1989)
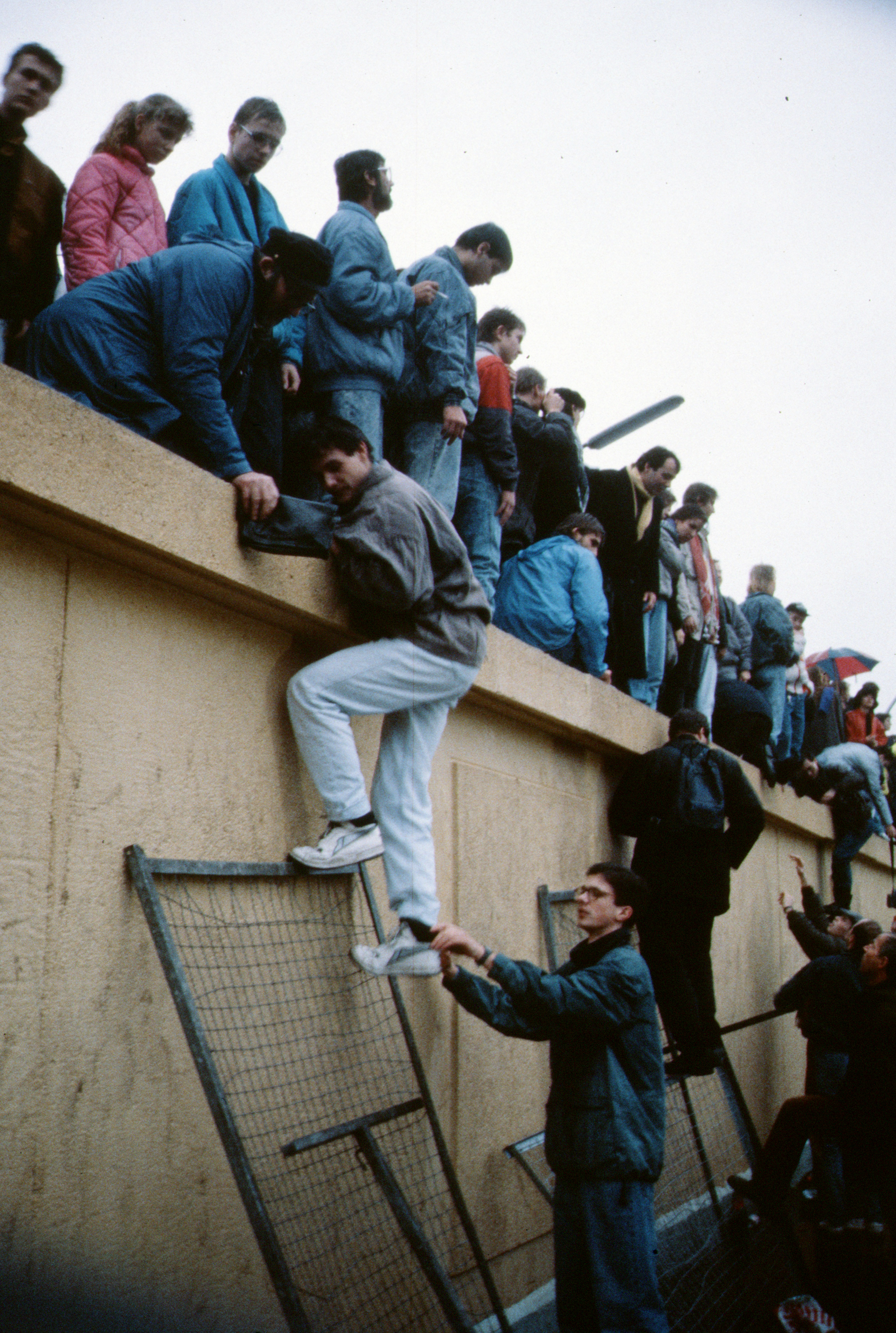
La caída del Muro (noviembre de 1989)
- Celebración en el paso fronterizo de Lübeck-Schlutup

Es posible que se haya abierto antes otro paso fronterizo hacia el sur. Un relato de Heinz Schäfer indica que también actuó de forma independiente y ordenó la apertura de la puerta de Waltersdorf-Rudow un par de horas antes. Esto puede explicar los informes de berlineses orientales que aparecieron en Berlín occidental antes de la apertura del paso fronterizo de Bornholmer Straße.

## Consecuencias

### Demolición
La demolición del muro empezó espontáneamente al anochecer del 9 de noviembre de 1989 debido al cruce del muro por parte de un grupo de diplomáticos, entre ellos, el embajador español  Alonso Álvarez de Toledo y Merry del Val y continuó los días y semanas siguientes, los que la llevaron a cabo fueron apodados Mauerspechte ("pájaros carpinteros del muro") que utilizaron diversas herramientas para sacar trozos como recuerdos, derribando grandes partes en el proceso, y creando varios cruces de frontera oficiosos.
La cobertura televisiva de los ciudadanos que derribaban secciones del muro el 9 de noviembre era pronto seguida por el Gobierno germanooriental, que anunció diez nuevos cruces fronterizos, incluyendo los pasos históricos de Potsdamer Platz, Glienicker Brücke y Bernauer Straße. Multitudes se reunieron a ambos lados de los cruces históricos esperando horas para aclamar los bulldozers que echaron abajo porciones del muro para comunicar las carreteras. Mientras el Muro oficialmente quedaba controlado en una intensidad de decrecimiento, cruces de frontera nueva continuaron por algún tiempo. Si bien inicialmente el ejército germanooriental intentó reparar el daño hecho por los "pájaros carpinteros del muro"; gradualmente estos intentos cesaron, y los guardias se tornaron más laxos, tolerando los escombros crecientes y el "cruce" de frontera no autorizado a través de los agujeros.
El 22 de diciembre de 1989 se abrió la Puerta de Brandeburgo en el Muro de Berlín; en esa fecha, el presidente de Alemania Occidental Helmut Kohl, atravesó la Puerta y fue recibido por su homólogo de Alemania Oriental, Hans Modrow. A partir del 23 de diciembre se permitió a los alemanes y berlineses occidentales viajar sin visado. Hasta entonces, solo podían visitar Alemania Oriental y Berlín Oriental luego de solicitar un visado con varios días o semanas de antelación y el cambio obligatorio de al menos 25 marcos alemanes (DM) por día de estancia prevista, lo que dificultaba las visitas espontáneas. Así, en las semanas comprendidas entre el 9 de noviembre y el 23 de diciembre, los alemanes orientales pudieron viajar más libremente que los occidentales.
El 13 de junio de 1990, las Tropas Fronterizas de Alemania Oriental comenzaron oficialmente a desmantelar el Muro, comenzando en la calle Bernauer Straße y alrededor del distrito de Mitte. A partir de ahí, la demolición continuó a través de Prenzlauer Berg/Gesundbrunnen, Heiligensee y en toda la ciudad de Berlín hasta diciembre de 1990. Según estimaciones de las tropas fronterizas, la demolición produjo un total de 1,7 millones de toneladas de escombros de construcción. Extraoficialmente, la demolición de la Bornholmer Straße comenzó a causa de las obras de construcción del ferrocarril. Se trataba de un total de 300 guardias fronterizos de la RDA y, después del 3 de octubre de 1990, de 600 Pioneros del Bundeswehr. Estos fueron equipados con 175 camiones, 65 grúas, 55 excavadoras y 13 bulldozers. Prácticamente todas las carreteras que fueron cortadas por el Muro de Berlín, todas las carreteras que alguna vez unieron Berlín Occidental con Berlín Oriental, fueron reconstruidas y reabiertas el 1 de agosto de 1990. Solo en Berlín se eliminaron 184 km de muro, 154 km de valla fronteriza, 144 km de sistemas de señalización y 87 km de zanjas de barrera. Lo que quedaban eran seis secciones que debían ser preservadas como monumento conmemorativo. Varias unidades militares desmantelaron el muro fronterizo de Berlín/Brandemburgo, completando el trabajo en noviembre de 1991. En 1990 se subastaron en Berlín y Montecarlo segmentos de Muro pintados con motivos de valor artístico.
El 1 de julio de 1990, Alemania del Este adoptó la moneda alemana occidental y declaró unilateralmente la abolición de su frontera con Alemania Occidental, aunque la frontera interalemana llevaba meses sin existir de facto. La demolición del muro fue completada en 1990.
La caída del Muro marcó el primer paso hacia la reunificación alemana, que concluyó formalmente tan solo 339 días después, el 3 de octubre de 1990, con la disolución de Alemania Oriental y la reunificación oficial del Estado alemán según las líneas democráticas de la Ley Fundamental de Alemania Occidental.

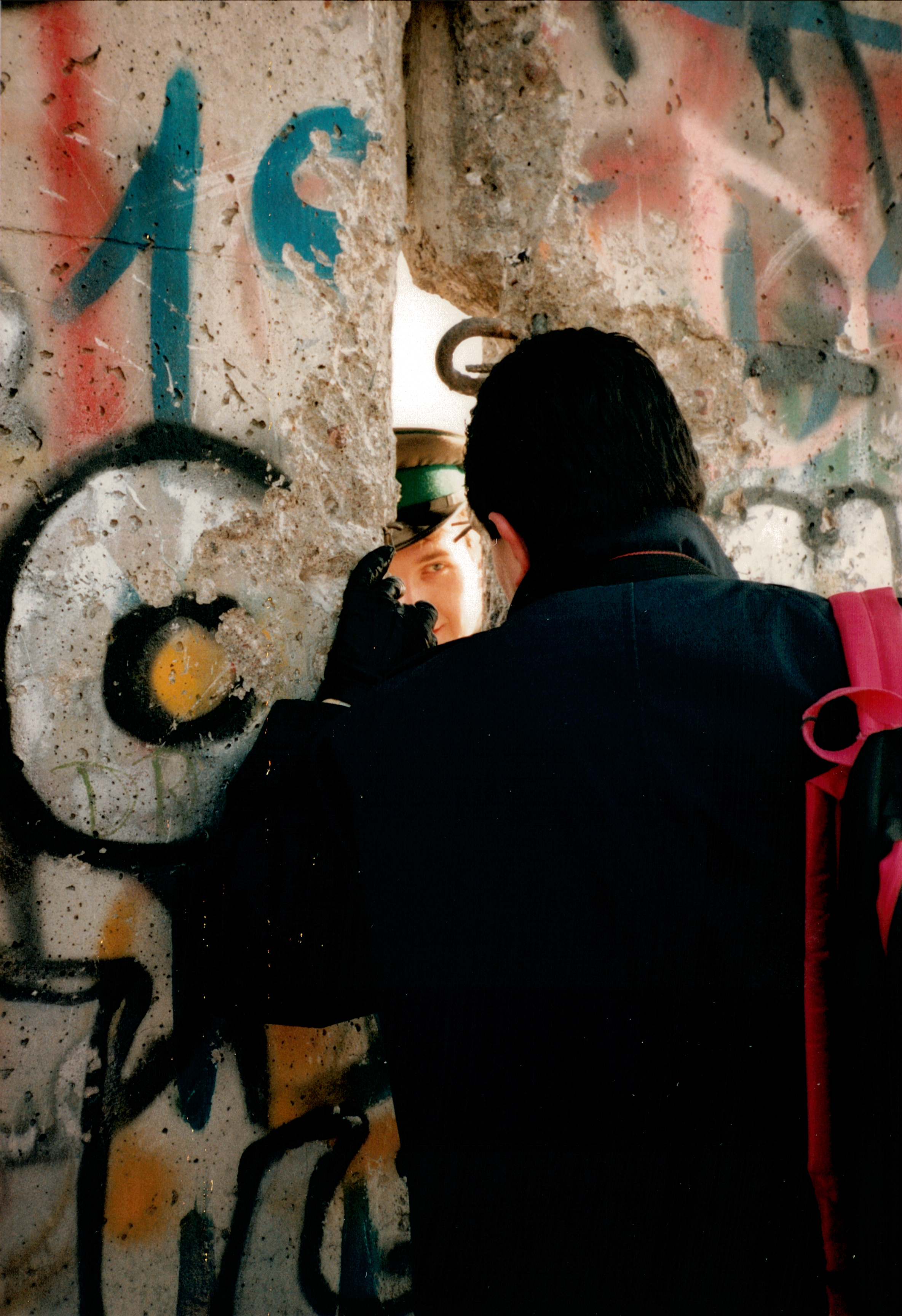
Un guardia de Alemania del Este le habla a un occidental a través de un hoyo en el muro, noviembre de 1989.
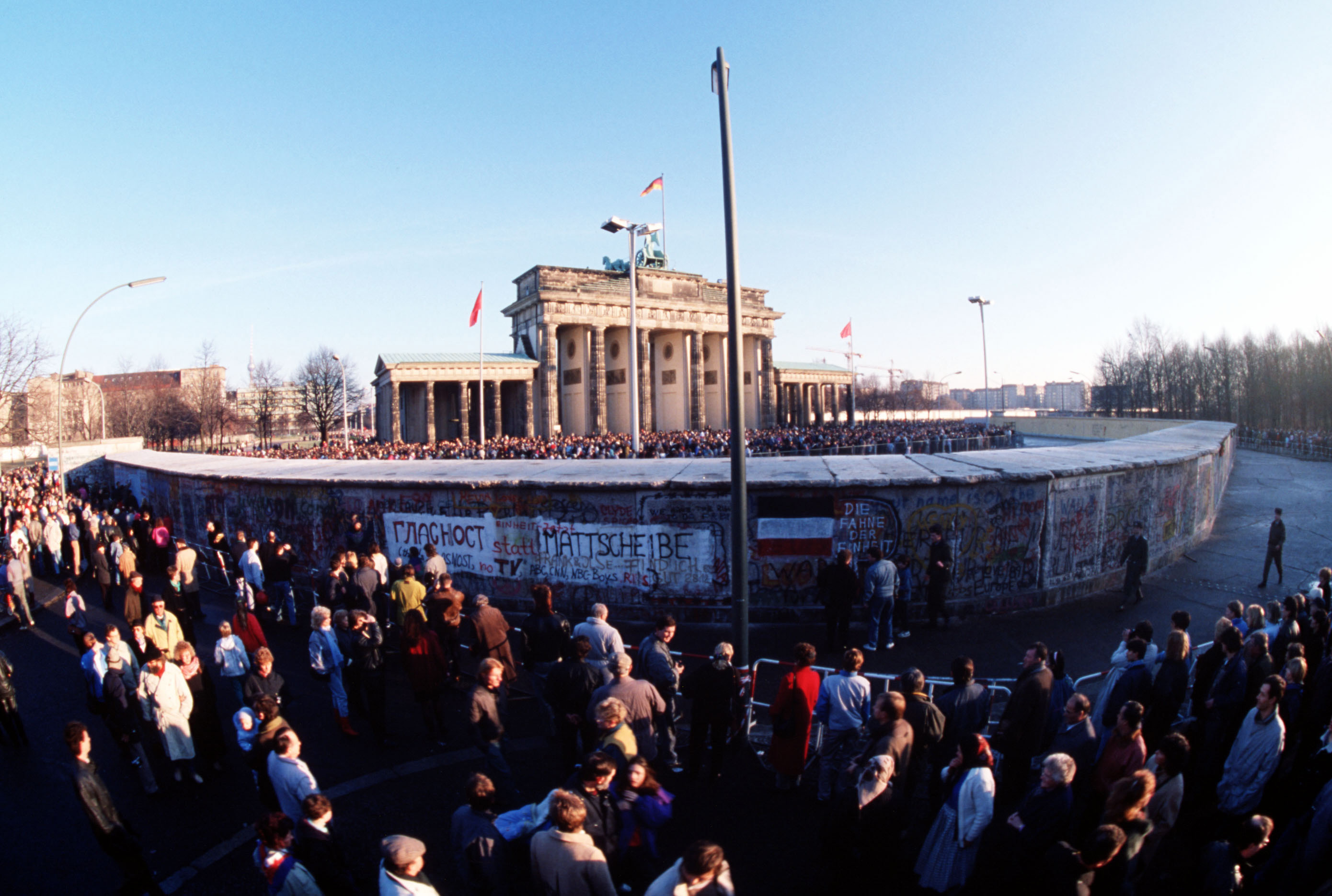
Berlineses orientales cruzan hacia el oeste, cerca de la Puerta de Brandeburgo, el 1 de diciembre de 1989.
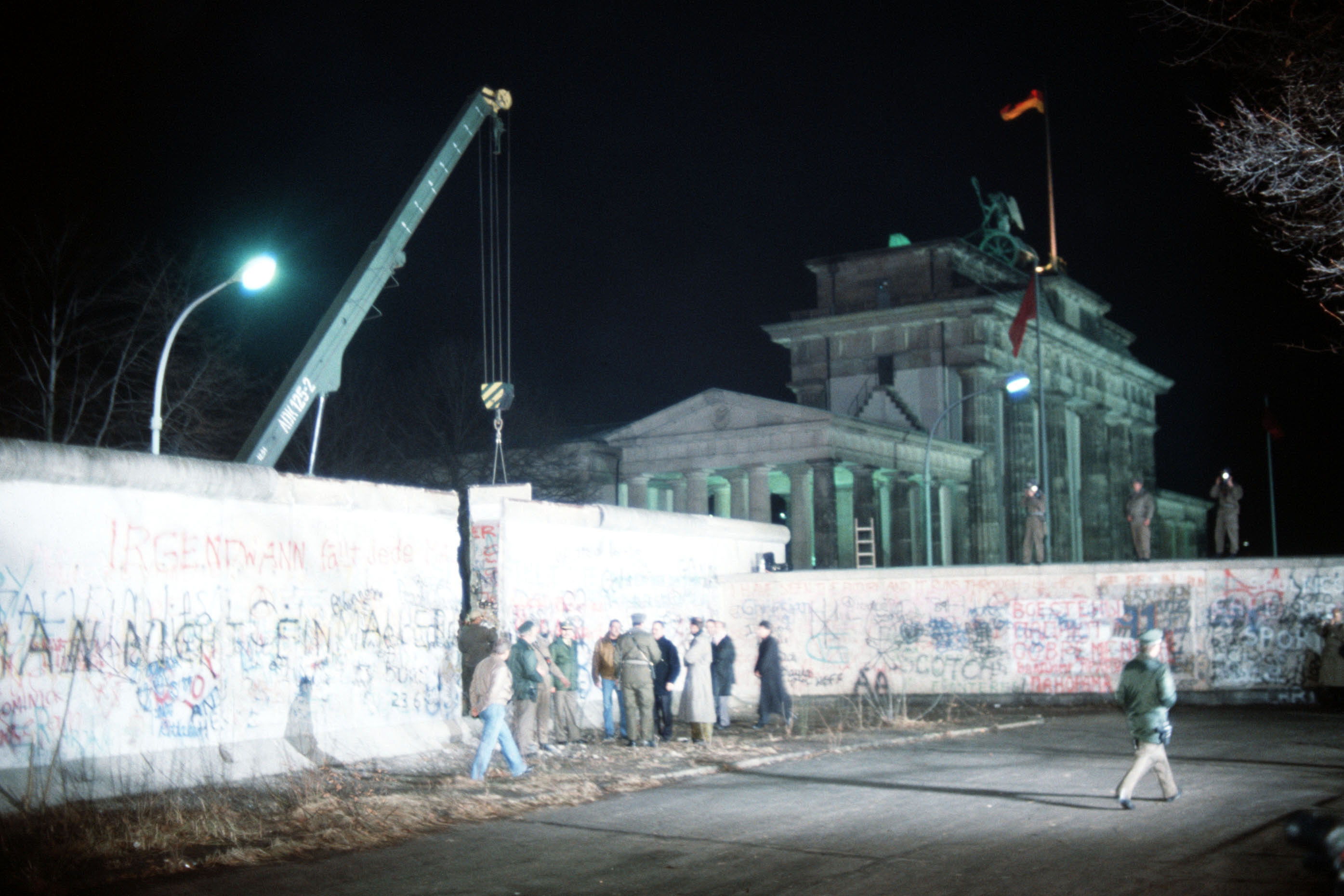
Una grúa retira una sección del muro cerca de la Puerta de Brandeburgo el 21 de diciembre de 1989.
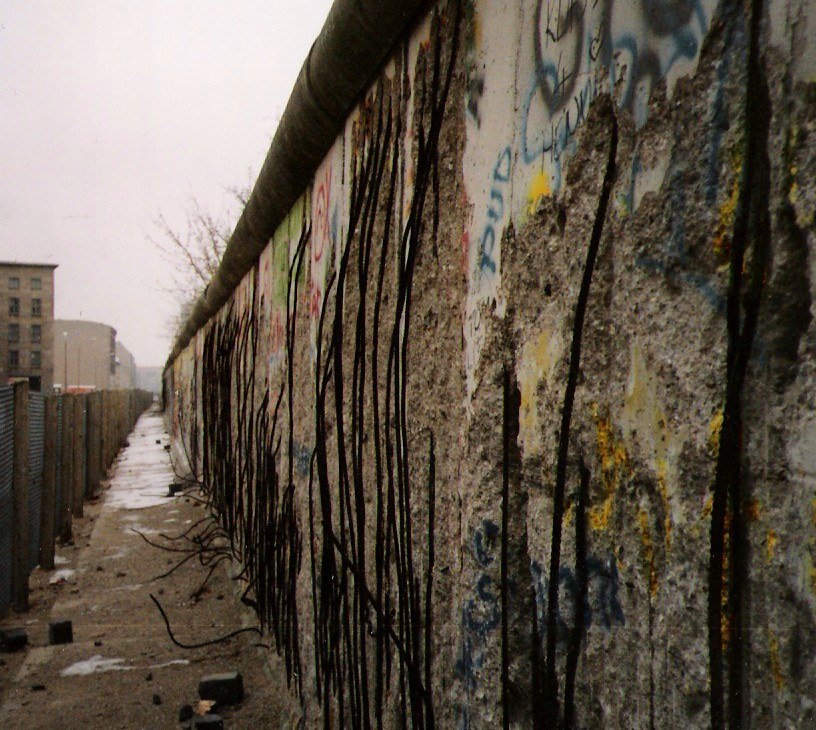
Casi todas las secciones restantes fueron astilladas rápidamente, diciembre de 1990.
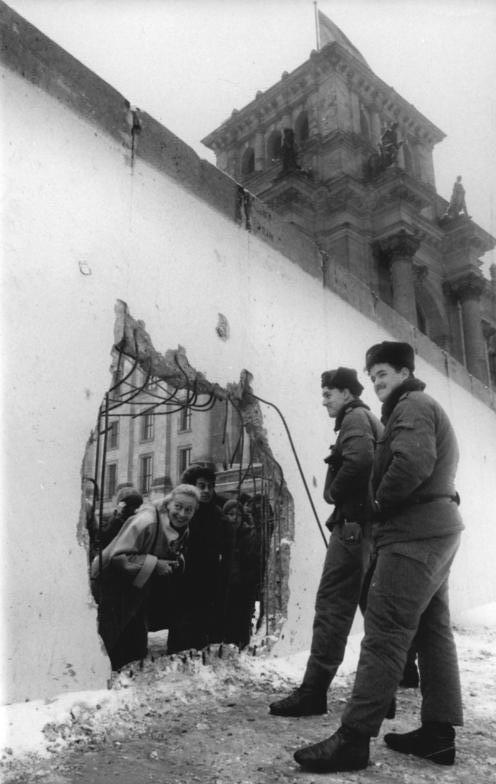
Alemanes occidentales observan a los guardias fronterizos de Alemania Oriental a través de un agujero en el muro, 5 de enero de 1990
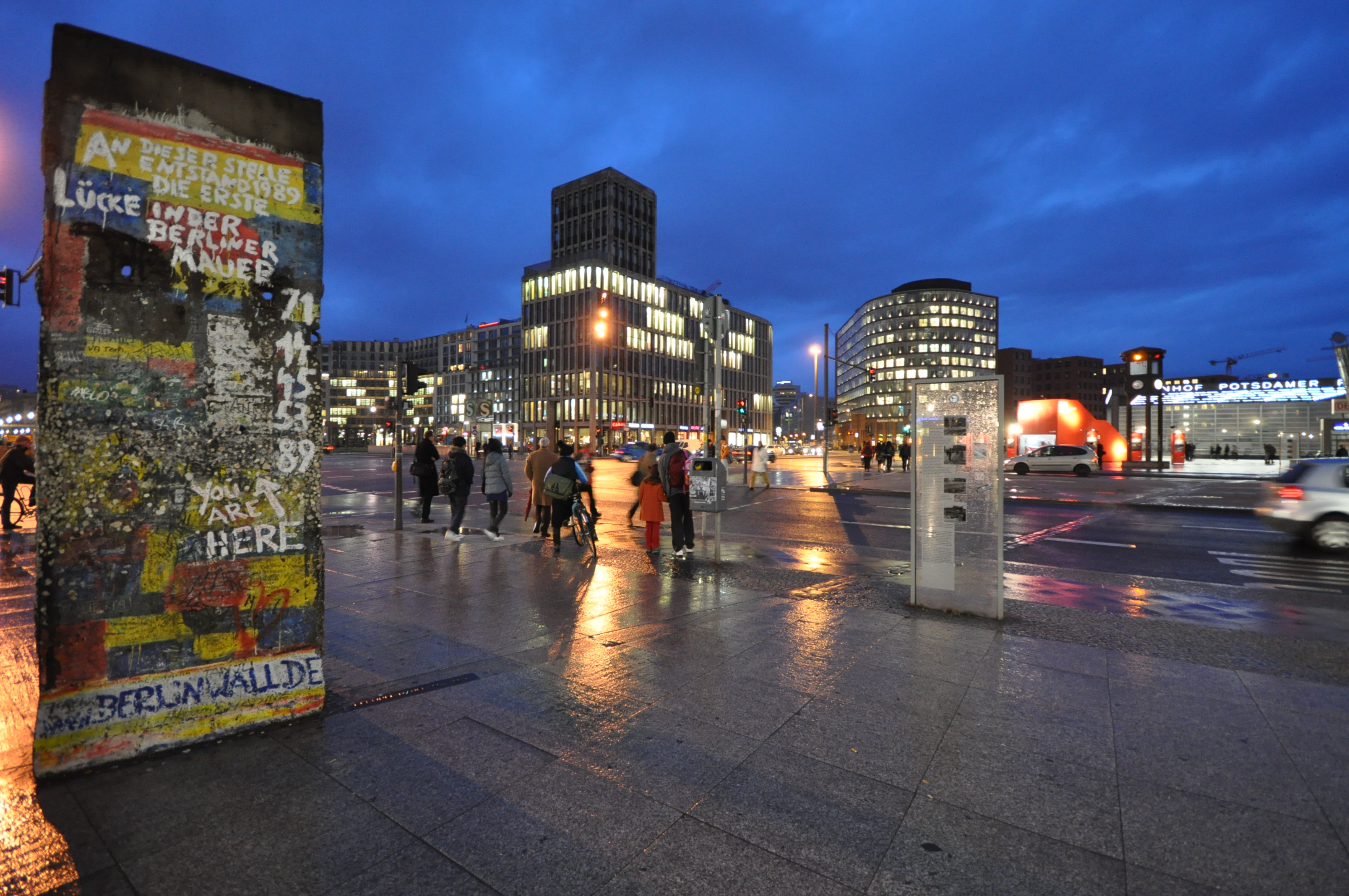
Sección corta del Muro de Berlín en Potsdamer Platz, marzo de 2009

### Oposición
En algunas capitales europeas en ese tiempo, había una ansiedad profunda sobre los prospectos para una Alemania reunificada. En septiembre de 1989, la primera ministra Margaret Thatcher abogó con el Secretario General soviético Mijaíl Gorbachov para evitar la caída del Muro y le confió que quería que el líder soviético hiciera lo que pudiera para detenerlo.

"No queremos una Alemania unida. Esto llevaria a una posguerra de fronteras y no podemos permitirlo,  ya que tal desarrollo socavaría la estabilidad de toda la situación internacional y podría poner en peligro nuestra seguridad.," Thatcher le dijo a Gorbachov.

Después de la caída del Muro de Berlín, el Presidente de Francia François Mitterrand advirtió que una Alemania podría tener más territorio que el que Adolf Hitler nunca tuvo y que Europa tendría que sufrir las consecuencias.

## Celebraciones
El 12 de noviembre de 1989 la Filarmónica de Berlín brindó un concierto gratuito para los habitantes de la RDA. Si bien el director titular era el mítico Claudio Abbado (pues Karajan había muerto en julio), en dicha oportunidad se confió la dirección al argentino Daniel Barenboim. El programa incluyó el Piano Concerto n°1 y la Sinfonía n°7 de Beethoven, y la Obertura Cosi fan tutte de Mozart.
El 21 de noviembre de 1989, Crosby, Stills & Nash interpretó la canción "Chippin' away" de Graham Nash del álbum de 1986  Ojos Inocentes delante de la Puerta de Brandeburgo.
El 25 de diciembre de 1989, Leonard Bernstein dio un concierto en Berlín para celebrar el fin del Muro, incluyendo la 9.ª sinfonía de Beethoven (Oda a Alegría) con la palabra "Alegría" (Freude) reemplazada por "Libertad" (Freiheit) en las letras cantadas. La orquesta y el coro procedían de Alemania Oriental y Occidental, así como del Reino Unido, Francia, la Unión Soviética y los Estados Unidos. En vísperas del Año Nuevo 1990, David Hasselhoff interpretó su canción "Looking for freedom" mientras estaba parado sobre una sección parcialmente destruida del muro.
Roger Waters interpretó el álbum de Pink Floyd The Wall justo al norte de Potsdamer Platz el 21 de julio de 1990, con varios músicos invitados entre los que se contaron Scorpions, Ute Lemper, The Band, Sinéad O'Connor, Cyndi Lauper, Thomas Dolby, Joni Mitchell, Marianne Faithfull, Bryan Adams, Tim Curry y Van Morrison.
A lo largo de los años, ha habido un debate sobre si el 9 de noviembre sería una fiesta nacional alemana adecuada, a menudo iniciada por antiguos miembros de la oposición política de Alemania Oriental, como Werner Schulz. Además de ser el apogeo emocional de la revolución pacífica de Alemania Oriental, el 9 de noviembre es también la fecha de la abdicación del Kaiser Guillermo II y la declaración de la República de Weimar, la Primera República alemana. Sin embargo, el 9 de noviembre también es el aniversario de la ejecución de Robert Blum tras la Revolución de 1848 en los Estados de los Habsburgo, el Putsch de Múnich de 1923 y los infames pogromos de la Noche de los Cristales Rotos (Kristallnacht) de los nazis en 1938. El Premio Nobel Elie Wiesel criticó la primera euforia, señalando que "olvidaron que el 9 de noviembre ya había entrado en la historia -51 años antes marcó la Kristallnacht". Como la reunificación no fue oficial y completa hasta el 3 de octubre (1990), ese día fue finalmente escogido como Día de la Unidad Alemana.

### Celebración del 20.º aniversario
El 9 de noviembre de 2009, Berlín celebró el 20.º aniversario de la caída del Muro de Berlín con un "Festival de la Libertad" al que asistieron dignatarios de todo el mundo para una celebración nocturna en torno a la Puerta de Brandeburgo. Un punto culminante fue cuando más de 1000 fichas de dominó de espuma de más de 2,4 m de altura cada una, apiladas a lo largo de la antigua ruta del Muro en el centro de la ciudad, fueron derribadas por etapas, convergiendo frente a la Puerta de Brandeburgo..
En Twitter se habilitó un muro sobre Berlín para que usuarios de Twitter enviaran mensajes de correo para conmemorar el 20.º aniversario. El gobierno chino cerró el acceso al muro en Twitter después de que un gran número de usuarios chinos empezaran a utilizarlo para protestar contra el Gran Cortafuegos de China.
En Estados Unidos, la embajada alemana coordinó una campaña de diplomacia pública con el lema "Freedom Without Walls" (Libertad sin muros), para conmemorar el 20.º aniversario de la caída del Muro de Berlín. La campaña se centró en promover la concientización sobre la caída del Muro de Berlín entre los estudiantes universitarios. Estudiantes de más de 30 universidades participaron en los eventos "Freedom Without Walls" a finales de 2009. El ganador del primer lugar del concurso Freedom Without Walls Speaking Contest, Robert Cannon, recibió un viaje gratis a Berlín para el 2010.
Un proyecto internacional denominado Mauerreise (Viaje del Muro) se llevó a cabo en varios países. A partir de mayo de 2009 se enviaron veinte ladrillos simbólicos desde Berlín, con destino a Corea, Chipre, Yemen y otros lugares donde la vida cotidiana se caracteriza por la división y la experiencia fronteriza. En estos lugares, los ladrillos se convertirían en un lienzo en blanco para que artistas, intelectuales y jóvenes pudieran abordar el fenómeno del "muro".
Para conmemorar el 20.º aniversario de la caída del Muro de Berlín, el mundo virtual 3D en línea Twinity reconstruyó una sección virtual a escala del Muro de Berlín. Para la fiesta de los Premios MTV de Música Europea, el 5 de noviembre, actuaron U2 y Tokio Hotel con canciones que dedicaron a y sobre el Muro de Berlín. U2 actuó en la Puerta de Brandeburgo, y Tokio Hotel interpretó "World Behind My Wall".
Palestinos en la ciudad de Kalandia, Cisjordania derribaron partes de la barrera de Cisjordania israelí, en una manifestación que marca el 20.º aniversario de la caída del Muro de Berlín.
El Museo Internacional del Espionaje de Washington D. C. acogió un rally automovilístico de Trabants en el que se reunieron 20 automóviles de dicha marca en conmemoración del 20.º aniversario de la caída del Muro de Berlín. Cada media hora se sorteaban atracciones y un Trabant se estrellaba contra una maqueta del Muro de Berlín. El Trabant era el coche del pueblo de Alemania del Este que muchos usaban para salir de la RDA después del colapso.
El Museo de los Aliados en el distrito de Dahlem  de Berlín acogió una serie de eventos para conmemorar el vigésimo aniversario de la caída del Muro de Berlín. El museo acogió una exposición especial titulada "Patrulla mural - Las potencias occidentales y el muro de Berlín 1961-1990", que se centró en las patrullas diarias desplegadas por las potencias occidentales para observar la situación a lo largo del muro de Berlín y las fortificaciones en la frontera interalemana de la RDA. Una hoja de sellos conmemorativos de Cenicienta "Americanos en Berlín" diseñada por T.H.E. Hill, el autor de la novela Voces bajo Berlín, fue presentada al Museo por David Guerra, veterano berlinés y webmaster del sitio www.berlinbrigade.com; los sellos ilustran espléndidamente que incluso veinte años después, los veteranos del servicio en Berlín todavía consideran su servicio allí como uno de los puntos culminantes de sus vidas.

### Celebraciones del 30.º aniversario
Berlín planeó un festival de artes de una semana de duración (4 a 10 de noviembre de 2019) y un festival de música en toda la ciudad el 9 de noviembre para celebrar el trigésimo aniversario. El 4 de noviembre se inauguraron exposiciones al aire libre en Alexanderplatz, la Puerta de Brandeburgo, la Galería East Side, la Iglesia de Getsemaní, Kurfürstendamm, Schlossplatz y la antigua sede de la Stasi en Lichtenberg.